# Eleições estaduais em Mato Grosso em 1990
As eleições estaduais em Mato Grosso em 1990 ocorreram em 3 de outubro como parte das eleições gerais no Distrito Federal e em 26 estados. Foram eleitos nesse dia o governador Jayme Campos, o vice-governador Osvaldo Sobrinho, o senador Júlio Campos, além de oito deputados federais e vinte e quatro estaduais na primeira eleição para governador que vigiam os dois turnos, porém como o eleito obteve mais da metade dos votos válidos o pleito foi decidido em primeiro turno.
Por conta do resultado das urnas a política mato-grossense sofreu um rearranjo familiar pois o novo governador é Jayme Campos nascido em Várzea Grande, onde foi eleito prefeito pelo PDS em 1982, ano onde o irmão, Júlio Campos, venceu a eleição para governador, ele que obteve agora a vaga de senador em jogo. O triunfo da família Campos deu à sua coligação todas as vagas de deputado federal em disputa e mais de sessenta por cento das vagas na Assembleia Legislativa de Mato Grosso.
O currículo do senador Júlio Campos informa que este empresário nasceu em Várzea Grande e tem formação em Agronomia na Universidade Estadual Paulista, foi secretário de Viação e Obras Públicas em sua cidade natal, chefe do setor de Colonização e Operações da Companhia de Desenvolvimento de Mato Grosso (CODEMAT)  e professor junto à Universidade Federal de Mato Grosso antes de ingressar no PSD e depois na ARENA elegendo-se prefeito de Várzea Grande em 1972 e deputado federal em 1978. Eleito governador de Mato Grosso em 1982 pelo PDS migrou para o PFL e retornou à Câmara dos Deputados em 1986.
Como se não bastasse a vitória do PFL e seus coligados houve notícias ruins para a oposição, a começar pela derrota de Carlos Bezerra (PMDB) na eleição para senador tornando-se o quarto ex-governador a amargar tal revés ao deixar o Palácio Paiaguás visto que antes dele caíram Arnaldo Figueiredo, João Ponce de Arruda e José Garcia Neto. Outra derrotado foi Dante de Oliveira (PDT) conhecido por propor a volta da eleição direta para presidente da República numa emenda constitucional batizada com seu nome, mas derrotado pela legislação eleitoral que, ao incluir os votos em branco como parte do quociente eleitoral, impediu a Frente Popular de Mato Grosso de enviar representantes a Brasília mesmo com Dante de Oliveira obtendo a maior votação do estado.

## Resultado da eleição para governador
Com informações oriundas do Tribunal Superior Eleitoral, que apurou 599.813 votos válidos.
| Candidatos a governador do estado | Candidatos a vice-governador | Número | Coligação                                                | Votação | Percentual |
| --------------------------------- | ---------------------------- | ------ | -------------------------------------------------------- | ------- | ---------- |
| Jayme Campos PFL                  | Osvaldo Sobrinho PTB         | 25     | União por Mato Grosso (PFL, PTB, PDS, PL, PTR)           | 401.005 | 66,85%     |
| Agripino Bonilha PMDB             | Nilson José Boschirolli PMDB | 15     | Movimento Democrático Brasileiro (PMDB, PMN, PST)        | 83.053  | 13,85%     |
| Luiz Scaloppe PT                  | Gelindo Zulmiro Ferri PDT    | 13     | Frente Popular de Mato Grosso (PT, PDT, PSB, PCB, PCdoB) | 75.685  | 12,62%     |
| Luiz Antônio Vitório Soares PSDB  | Danilo Berndt PSDB           | 45     | PSDB (sem coligação)                                     | 32.615  | 5,44%      |
| Mafalda Santello Pedra PSD        | Catarina Zeitounlian PSD     | 41     | PSD (sem coligação)                                      | 7.455   | 1,24%      |
| Fontes:                           |                              |        |                                                          |         |            |

## Resultado da eleição para senador
Com informações oriundas do Tribunal Superior Eleitoral, que apurou 546.766 votos válidos.
| Candidatos a senador da República | Candidatos a suplente de senador                                       | Número | Coligação                                                | Votação | Percentual |
| --------------------------------- | ---------------------------------------------------------------------- | ------ | -------------------------------------------------------- | ------- | ---------- |
| Júlio Campos PFL                  | Zanete Cardinal PL Antônio Kato PTB                                    | 251    | União por Mato Grosso (PFL, PTB, PDS, PL, PTR)           | 331.212 | 60,58%     |
| Carlos Bezerra PMDB               | Dario Rodrigues Salazar PMDB Alcindo Manfroi PMDB                      | 155    | Movimento Democrático Brasileiro (PMDB, PMN, PST)        | 136.238 | 24,92%     |
| Moisés Martins PDT                | Aluizio Emanuel Figueiredo Arruda PCdoB Rinaldo Ribeiro de Almeida PSB | 123    | Frente Popular de Mato Grosso (PT, PDT, PSB, PCB, PCdoB) | 50.986  | 9,32%      |
| Manoel Novaes PDC                 | Alexandre Nunes de França PDC Rômulo Capparella PDC                    | 171    | PDC (sem coligação)                                      | 14.941  | 2,73%      |
| Alexandre Tavoloni Júnior PSDB    | Sueli Monteiro Ponce de Arruda PSDB Lourival Ribeiro Filho PSDB        | 451    | PSDB (sem coligação)                                     | 13.389  | 2,45%      |
| Fontes:                           |                                                                        |        |                                                          |         |            |

## Deputados federais eleitos
São relacionados os candidatos eleitos com informações complementares da Câmara dos Deputados.

Representação eleita
  PFL: 3
  PTB: 2
  PL: 2
  PDS: 1

| Número  | Deputados federais eleitos | Partido | Votação | Percentual | Cidade onde nasceu        | Unidade federativa |
| 2525    | Jonas Pinheiro             | PFL     | 49.428  |            | Santo Antônio de Leverger | Mato Grosso        |
| 1444    | Augustinho Freitas         | PTB     | 29.938  |            | Aparecida do Taboado      | Mato Grosso do Sul |
| 2583    | João Teixeira              | PFL     | 27.335  |            | Montes Claros             | Minas Gerais       |
| 2554    | Wilmar Peres de Faria      | PFL     | 23.751  |            | Barra do Garças           | Mato Grosso        |
| 2222    | Wellington Fagundes        | PL      | 22.595  |            | Rondonópolis              | Mato Grosso        |
| 1476    | Rodrigues Palma            | PTB     | 21.507  |            | Cuiabá                    | Mato Grosso        |
| 2213    | José Augusto Curvo         | PL      | 14.488  |            | Cuiabá                    | Mato Grosso        |
| 1155    | Oscar Travassos            | PDS     | 13.485  |            | Rio de Janeiro            | Rio de Janeiro     |
| Fontes: |                            |         |         |            |                           |                    |

## Deputados estaduais eleitos
Dentre as vinte e quatro vagas disponíveis na Assembleia Legislativa de Mato Grosso, quinze ficaram com a coligação "União por Mato Grosso".

Representação eleita
  PFL: 12
  PMDB: 3
  PRN: 2
  PDT: 2
  PTB: 1
  PDS: 1
  PL: 1
  PT: 1
  PDC: 1

Fonteː
| Número  | Deputados federais eleitos     | Partido | Votação | Percentual | Cidade onde nasceu        | Unidade federativa |
| 14965   | Roberto França                 | PTB     | 26.732  |            | Cuiabá                    | Mato Grosso        |
| 25222   | Moisés Feltrin                 | PFL     | 13.016  |            | Corumbá                   | Mato Grosso do Sul |
| 25984   | Nereu Botelho de Campos        | PFL     | 11.498  |            | Várzea Grande             | Mato Grosso        |
| 12557   | Wilson Santos                  | PDT     | 10.140  |            | Dracena                   | São Paulo          |
| 25160   | Benedito Pinto da Silva        | PFL     | 10.091  |            | Várzea Grande             | Mato Grosso        |
| 25410   | Romoaldo Boraczynski Jr        | PFL     | 9.474   |            | Paranavaí                 | Paraná             |
| 11135   | Paulo Sérgio Moura             | PDS     | 8.827   |            | Poxoréu                   | Mato Grosso        |
| 25902   | Lincoln Heimar Saggin          | PFL     | 8.467   |            | Torixoréu                 | Mato Grosso        |
| 22683   | Amador Ataíde Tut              | PL      | 8.177   |            | Presidente Olegário       | Minas Gerais       |
| 25964   | Humberto Melo Bosaipo          | PFL     | 7.556   |            | Goiânia                   | Goiás              |
| 25770   | Kikuo Ninomiya Miguel          | PFL     | 7.238   |            | Lins                      | São Paulo          |
| 25326   | Jaime Marques Gonçalves        | PFL     | 7.005   |            | Terra Rica                | Paraná             |
| 25407   | Gonçalo Branco de Barros       | PFL     | 6.877   |            | Várzea Grande             | Mato Grosso        |
| 25490   | Jorge Yanai                    | PFL     | 6.650   |            | Bandeirantes              | Paraná             |
| 25846   | Jaime Luiz Muraro              | PFL     | 6.279   |            | Caxias do Sul             | Rio Grande do Sul  |
| 15747   | Jair Benedetti                 | PMDB    | 6.264   |            | Cuiabá                    | Mato Grosso        |
| 25104   | Dionir Freitas de Queiroz      | PFL     | 5.899   |            | Paranaíba                 | Mato Grosso do Sul |
| 15268   | Joemil José Balduino de Araújo | PMDB    | 5.257   |            | Rosário Oeste             | Mato Grosso        |
| 15888   | Hermes Gomes de Abreu          | PMDB    | 5.096   |            | Alto Garças               | Mato Grosso        |
| 12657   | Antônio Porfirio de Brito      | PDT     | 4.978   |            | Bodocó                    | Pernambuco         |
| 13266   | Serys Slhessarenko             | PT      | 4.958   |            | Cruz Alta                 | Rio Grande do Sul  |
| 36585   | Geraldo Dias Reis              | PRN     | 4.621   |            | Bento de Abreu            | São Paulo          |
| 17710   | Leonildo Erecê Menin           | PDC     | 4.206   |            | Santo Antônio de Leverger | Mato Grosso        |
| 36925   | José Antônio da Costa Sardinha | PRN     | 3.756   |            | Cuiabá                    | Mato Grosso        |
| Fontes: |                                |         |         |            |                           |                    |